# Frank Stapleton
Francis "Frank" Anthony Stapleton (ur. 10 lipca 1956 w Dublinie) – piłkarz irlandzki, który grał na pozycji napastnika.

## Kariera klubowa
Karierę piłkarską Stapleton rozpoczął w londyńskim Arsenalu. W sezonie 1974/1975 przeszedł z juniorów do kadry pierwszej drużyny, prowadzonej wówczas przez menedżera Bertiego Mee. W Division One zadebiutował 29 marca 1975 roku w zremisowanym 1:1 domowym spotkaniu ze Stoke City i był to jego jedyne spotkanie w sezonie 1974/1975 w Arsenalu. Od kolejnego sezonu Irlandczyk częściej wybiegał w podstawowym składzie "The Gunners", a podstawowym zawodnikiem tej drużyny stał się w sezonie 1976/1977. W 1978 roku wystąpił w finale Pucharu Anglii, który Arsenal przegrał 0:1 z Ipswich Town. Rok później wywalczył to trofeum (3:2 z Manchesterem United w finale) przyczyniając się zdobytym golem w finałowym meczu. W 1980 roku po raz trzeci z rzędu wystąpił w finale FA Cup (0:1 z West Ham United), a w maju zagrał w finale Pucharu Zdobywców Pucharów z Valencią, przegranym przez Arsenal po serii rzutów karnych. Piłkarzem "The Gunners" był do końca sezonu 1980/1981. W klubie tym rozegrał 225 ligowych meczów i zdobył w nich 75 goli.
Latem 1981 roku Stapleton przeszedł za 900 tysięcy funtów do Manchesteru United. W nowym klubie zadebiutował 29 sierpnia w przegranym 1:2 wyjazdowym meczu z Coventry City. W 1983 roku pomógł "Czerwonym Diabłom" w wywalczeniu Pucharu Anglii. W dwóch meczach finałowych z Brighton & Hove Albion strzelił jednego gola (2:2, 4:0). W 1985 roku także zdobył angielski puchar - grał przez 120 minut w wygranym 1:0 finale z Evertonem. W Manchesterze spędził 6 sezonów. Wystąpił w 223 meczach i strzelił 60 bramek.
W 1987 roku Stapleton odszedł do Ajaksu Amsterdam. W Eredivisie rozegrał tylko 3 spotkania i jeszcze w tym samym sezonie powrócił do Anglii, gdzie został piłkarzem Derby County. W 1988 roku przeszedł do francuskiego drugoligowca Le Havre AC, ale po roku gry znów wrócił na Wyspy Brytyjskie. Przez dwa lata grał w barwach Blackburn Rovers w Division Two. W 1991 roku rozegrał jedno spotkanie w amatorskim Aldershot F.C., kolejne 5 w Huddersfield Town, a jesienią został grającym menedżerem Bradford City. W 1994 roku trafił do Brighton & Hove Albion, w którym zakończył karierę piłkarską w 1995 roku.
| Sezon   | Klub                   | Kraj     | Rozgrywki      | Mecze | Bramki |
| ------- | ---------------------- | -------- | -------------- | ----- | ------ |
| 1974/75 | Arsenal F.C.           | Anglia   | Division One   | 1     | 0      |
| 1975/76 | Arsenal F.C.           | Anglia   | Division One   | 25    | 4      |
| 1976/77 | Arsenal F.C.           | Anglia   | Division One   | 40    | 13     |
| 1977/78 | Arsenal F.C.           | Anglia   | Division One   | 39    | 13     |
| 1978/79 | Arsenal F.C.           | Anglia   | Division One   | 41    | 17     |
| 1979/80 | Arsenal F.C.           | Anglia   | Division One   | 39    | 14     |
| 1980/81 | Arsenal F.C.           | Anglia   | Division One   | 40    | 14     |
| 1981/82 | Manchester United      | Anglia   | Division One   | 41    | 13     |
| 1982/83 | Manchester United      | Anglia   | Division One   | 41    | 14     |
| 1983/84 | Manchester United      | Anglia   | Division One   | 42    | 13     |
| 1984/85 | Manchester United      | Anglia   | Division One   | 24    | 6      |
| 1985/86 | Manchester United      | Anglia   | Division One   | 41    | 7      |
| 1986/87 | Manchester United      | Anglia   | Division One   | 34    | 7      |
| 1987/88 | AFC Ajax               | Holandia | Eredivisie     | 3     | 0      |
| 1987/88 | Derby County           | Anglia   | Division One   | 10    | 1      |
| 1988/89 | Le Havre AC            | Francja  | Ligue 2        | 18    | 5      |
| 1989/90 | Blackburn Rovers       | Anglia   | Division Two   | 43    | 3      |
| 1990/91 | Blackburn Rovers       | Anglia   | Division Two   | 38    | 10     |
| 1991/92 | Aldershot F.C.         | Anglia   | Division Four  | 1     | 0      |
| 1991/92 | Huddersfield Town      | Anglia   | Division Three | 5     | 0      |
| 1991/92 | Bradford City          | Anglia   | Division Three | 27    | 0      |
| 1992/93 | Bradford City          | Anglia   | Division One   | 13    | 2      |
| 1993/94 | Bradford City          | Anglia   | Division Two   | 28    | 0      |
| 1994/95 | Brighton & Hove Albion | Anglia   | Division Two   | 2     | 0      |

## Kariera reprezentacyjna
W reprezentacji Irlandii Stapleton zadebiutował 13 października 1976 roku w zremisowanym 3:3 w Ankarze towarzyskim spotkaniu z Turcją i w debiucie zdobył gola. W 1988 roku został powołany przez selekcjonera Jacka Charltona do kadry na Euro 88. Tam był podstawowym zawodnikiem swojej drużyny oraz jej kapitanem i wystąpił w 3 meczach: z Anglią (1:0), ze Związkiem Radzieckim (1:1) oraz z Holandią (0:1). W 1990 roku był w składzie Irlandii na Mistrzostwach Świata we Włoszech, jednak nie rozegrał tam żadnego spotkania. Od 1976 do 1990 roku rozegrał w kadrze narodowej 71 meczów i zdobył 20 goli.